# Cá hô
Cá hô (danh pháp khoa học: Catlocarpio siamensis) là loài cá có kích thước lớn nhất trong họ Cá chép (Cyprinidae), thường thấy sống ở các sông Mae Klong, Mê Kông và Chao Phraya ở Đông Nam Á. Loài cá này đang đối mặt với nguy cơ tuyệt chủng vì bị đánh bắt quá mức.
Cá hô thường sinh sống ở những hố lớn cạnh bờ những dòng sông lớn, nhưng chúng cũng có thể bơi vào những kênh, rạch, sông nhỏ để kiếm thức ăn trong một số thời điểm. Cá hô non có thể sống ở các chi lưu nhỏ, hay ở các đầm.
Đây là một loài cá di cư. Mỗi thời kỳ trong năm, chúng lại bơi đến một nơi khác mà chúng ưa thích để tìm thức ăn hay sinh sản. Chúng di chuyển không nhanh, nên thức ăn chính của chúng là các loài rong, hoa quả, chứ ít khi là các động vật sống. Ở sông Mê Kông, người ta thường thấy giống cá này xuất hiện vào khoảng tháng 10.
Giống cá hô có phần đầu khá to so với thân. Tuy thuộc họ Cá chép, nhưng cá hô không có râu. Người ta đã thấy có con cá hô dài tới 3 m, nặng khoảng 600 kg. Ở Việt Nam thỉnh thoảng đánh bắt được loại từ 100–200 kg.
Ở Campuchia cá hô được phong làm cá quốc gia.

## Hình ảnh

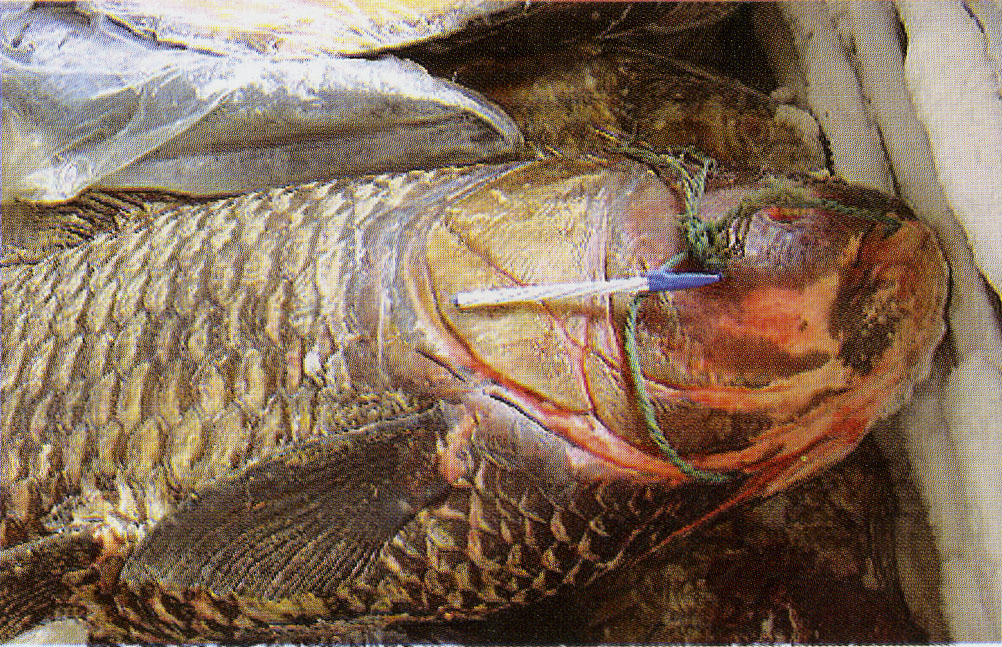